# Nesticus concolor
Nesticus concolor là một loài nhện trong họ Nesticidae.
Loài này thuộc chi Nesticus. Nesticus concolor được Carl Friedrich Roewer miêu tả năm 1962.